# الطاحونة (القنفذة)
الطاحونة أو الكازخانة معلم أثري يقع في محافظة القنفذة بمنطقة مكة المكرمة، على الساحل الغربي للسعودية. يعود تاريخها تقريبًا إلى القرن الحادي-الثاني عشر، شُيّدت من الحجر الصخري، وهي تتخذ شكلاً أسطوانيًا، يبلغ قطره 7 متر، وسمكه متر واحد، ويصل ارتفاعها إلى 7 أمتار. كانت تستخدم لطحن الحبوب، ويعتمد محركها على الأشرعة والهواء. بنيت الطاحونة على أيدي العثمانيين، واستدل على ذلك بتوافق طرازها مع الطواحين في المدن الساحلية التابعة للدولة العثمانية ذلك الوقت.

## الموقع
تقع الطاحونة خارج أسوار محافظة القنفذة، على بعد نحو 500 متر عن شاطئ البحر الأحمر.

## استخدامات
استخدمت الطاحونة بادئ الأمر لتوفير احتياجات أهل المنطقة من الحبوب، ثم تحولت لمخزن للمواد البترولية، كالكاز والبنزين والزيوت، لغرض تموين سيارات البريد التي كانت تجول مدن مكة وجدة وجازان والقنفذة. وفي ذلك الوقت سميت بالكازخانة.